# Agustín Eyzaguirre

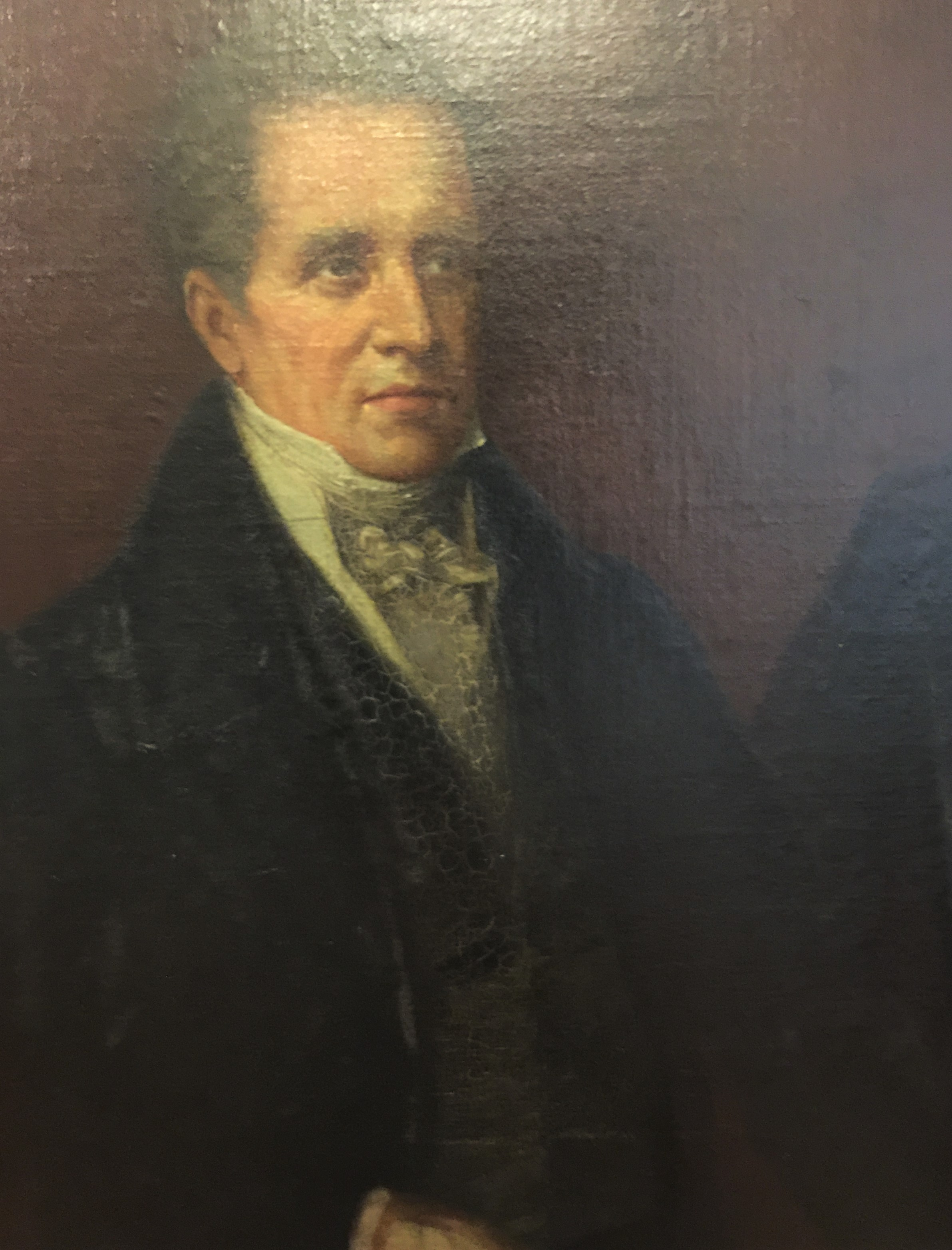
Agustín Eyzaguirre Arechevala

Agustín Manuel de Eyzaguirre Arechavala (* 3. Mai 1768 in Santiago de Chile; † 19. Juli 1837 auf seinem Landgut Calera de Tango) war ein chilenischer Kaufmann und Politiker. Während des Chilenischen Unabhängigkeitskriegs amtierte er in den Jahren 1814 und 1823 als Vorsitzender einer jeweiligen Junta zweimal als Staatsoberhaupt. Infolge der Schaffung des Präsidentenamtes im Juli 1826 wurde er zunächst Vizepräsident unter Manuel Blanco Encalada und schließlich nach dessen Rücktritt von September 1826 bis Januar 1827 zweiter Präsident von Chile.

## Leben
Eyzaguirre entstammte einer reichen Aristokraten-Familie und studierte an der Real Universidad de San Felipe kirchliches und weltliches Recht, bevor er sich 1786 der Theologie zuwandte, in der er 1789 den Abschluss als Bakkalaureus machte. Von der Priesterweihe nahm er allerdings Abstand und entschied sich stattdessen, die Verwaltung des väterlichen Landgutes zu übernehmen, als er 21 Jahre alt war.
1810 wurde er zum Bürgermeister (Alcalde) von Santiago gewählt. Zu dieser Zeit erhob sich Widerstand in Chiles Bevölkerung gegen den neuen König Spaniens, Joseph Bonaparte, der von Napoléon Bonaparte als Herrscher von Frankreichs Gnaden eingesetzt worden war. Der Chilenische Unabhängigkeitskrieg begann: Anhänger der traditionellen spanischen Monarchie bildeten am 18. September 1810 eine Junta, die gegen die neuen spanischen Herren eintrat und für Spanien die Rückkehr der Dynastie sowie für Chile mehr Unabhängigkeit gegenüber der Kolonialmacht forderten. Die Aufständischen bildeten einen ersten Nationalkongress, dem auch Eyzaguirre angehörte; als die Rebellion unter José Miguel Carrera aber in bewaffneten Kampf gegen die spanischen Truppen mündete, kam diese erste Form eines Vor-Parlaments zu einem jähen Ende.
Agustín Eyzaguirre zog sich aus dem politischen Leben zurück und widmete sich wieder den Handelsgeschäften sowie der Landwirtschaft, bis Carrera 1813 erkannte, dass die Führung des Krieges seine ganze Kraft beanspruchte. Die Verwaltung des aufständischen Chiles legte er in die Hand einer Junta, in die er neben José Miguel Infante und Francisco Antonio Pérez auch Agustín Eyzaguirre berief. Nachdem zunächst Infante ab August 1813 diese Junta angeführt hatte, wurde Eyzaguirre vom 11. Januar bis zum 7. März 1814 als Vorsitzender der Junta erstmals Staatsoberhaupt Chiles.
Als Francisco de la Lastra eine Woche darauf am 14. März als Director Supremo Staatschef wurde, zog sich Eyzaguirre erneut ins Privatleben zurück. Wenige Monate später ergriffen die Spanier zwischen 1814 und 1817 wieder die Oberhand im Unabhängigkeitskrieg und Eyzaguirre wurde von der neuen Regierung gefangen genommen und ins Exil auf die Juan-Fernández-Inseln verbannt. Seine Frau Teresa führte während seiner Abwesenheit die Geschäfte der Familie.
Im März 1817 durften Eyzaguirre und die anderen politischen Exilanten wieder aufs Festland zurückkehren, nachdem Bernardo O’Higgins Director Supremo geworden war und die Spanier weitgehend geschlagen waren. Eyzaguirre gründete gemeinsam mit einigen Partnern die Compañía de Calcuta, die den Handel zwischen Chile und Asien beflügeln sollte; allerdings scheiterte das Projekt und das Unternehmen wurde aufgegeben.
Nach dem Rücktritt von O’Higgins übernahm am 28. Januar 1823 erneut eine Junta unter Führung von Eyzaguirre die Macht in Chile, sie wurde am 29. März 1823 vom „bevollmächtigten Kongress“ (Congreso Plenipotenciario) abgelöst, bis am 5. April 1823 ein Staatsstreich der liberalen Föderalisten unter Ramón Freire y Serrano als neuem Director Supremo an die Macht gelangte. Unter der liberalen Herrschaft Freires amtierte Agustín Eyzaguirre als Abgeordneter und Senator.
Als der Kongress 1826 nach zähem Ringen mit dem General Freire dessen Rücktritt erreicht hatte, berief der Übergangspräsident Manuel Blanco Encalada Eyzaguirre zum Vizepräsidenten. Am 9. September 1826 trat Blanco zurück und Eyzaguirre übernahm als zweiter in der chilenischen Geschichte das Präsidentenamt.
Die Liberalen unter Freire hatten sich mit dessen Entmachtung nicht abgefunden. Sie begannen im Januar 1827 einen bewaffneten Aufstand und bewirkten am 1. Februar 1827 den Rücktritt von Agustín Eyzaguirre, an dessen Stelle sie wiederum Freire als Übergangspräsidenten einsetzten.
Die politische Lage in Chile war zu dieser Zeit unüberschaubar, und das Land befand sich in einem desolaten Zustand: Die Regierung war nicht in der Lage, die öffentlichen Bediensteten und die Armee zu bezahlen, die Kräfte der Exekutive lagen im Dauerstreit mit dem Parlament, und im Süden regierten Banden marodierender Guerilleros und Banditen. Politisch standen sich liberale Föderalisten und konservative Zentralisten unversöhnlich gegenüber. Eyzaguirre entzog sich diesen Wirrnissen und kehrte auf sein Familiengut zurück, wo er 1837 starb.
Siehe auch: Geschichte Chiles
| Personendaten    | Personendaten                                                 |
| ---------------- | ------------------------------------------------------------- |
| NAME             | Eyzaguirre, Agustín                                           |
| ALTERNATIVNAMEN  | Eyzaguirre Arechavala, Agustín Manuel de (vollständiger Name) |
| KURZBESCHREIBUNG | chilenischer Politiker; Präsident von Chile (1823, 1826–1827) |
| GEBURTSDATUM     | 3. Mai 1768                                                   |
| GEBURTSORT       | Santiago de Chile                                             |
| STERBEDATUM      | 19. Juli 1837                                                 |
| STERBEORT        | Landgut Calera de Tango                                       |